# Wendlandia
Wendlandia is een geslacht uit de sterbladigenfamilie (Rubiaceae). De soorten komen voor van noordoostelijk tropisch Afrika, (sub)tropisch Azië tot in de Australische deelstaat Queensland.

## Soorten
- Wendlandia aberrans F.C.How
- Wendlandia acuminata Cowan
- Wendlandia amocana Cowan
- Wendlandia andamanica Cowan
- Wendlandia angustifolia Wight ex Hook.f.
- Wendlandia appendiculata Wall. ex Hook.f.
- Wendlandia arabica Deflers
- Wendlandia arborescens Cowan
- Wendlandia augustini Cowan
- Wendlandia basistaminea F.Muell.
- Wendlandia bicuspidata Wight & Arn.
- Wendlandia bouvardioides Hutch.
- Wendlandia brachyantha Merr.
- Wendlandia brevipaniculata W.C.Chen
- Wendlandia brevituba Chun & F.C.How ex W.C.Chen
- Wendlandia buddleacea F.Muell.
- Wendlandia budleioides Wall. ex Wight & Arn.
- Wendlandia burkillii Cowan
- Wendlandia cambodiana Pit.
- Wendlandia cavaleriei H.Lév.
- Wendlandia connata C.T.White
- Wendlandia coriacea (Wall.) DC.
- Wendlandia dasythyrsa Miq.
- Wendlandia densiflora (Blume) DC.
- Wendlandia erythroxylon Cowan
- Wendlandia ferruginea Pierre ex Pit.
- Wendlandia formosana Cowan
- Wendlandia fulva Cowan
- Wendlandia gamblei Cowan
- Wendlandia glabrata DC.
- Wendlandia glomerulata Kurz
- Wendlandia guangdongensis W.C.Chen
- Wendlandia heyneana Wall. ex Wight & Arn.
- Wendlandia heynei (Schult.) Santapau & Merchant
- Wendlandia inclusa C.T.White
- Wendlandia jingdongensis W.C.Chen
- Wendlandia junghuhniana Miq.
- Wendlandia lauterbachii Valeton
- Wendlandia laxa S.K.Wu ex W.C.Chen
- Wendlandia ligustrina Wall. ex G.Don
- Wendlandia ligustroides (Boiss. & Hohen.) Blakelock
- Wendlandia litseifolia F.C.How
- Wendlandia longidens (Hance) Hutch.
- Wendlandia longipedicellata F.C.Chow
- Wendlandia luzoniensis DC.
- Wendlandia merrilliana Cowan
- Wendlandia myriantha F.C.Chow
- Wendlandia nervosa Merr.
- Wendlandia nitens Wall. ex G.Don
- Wendlandia nobilis Geddes
- Wendlandia oligantha W.C.Chen
- Wendlandia ovata Merr.
- Wendlandia paedicalyx Pit.
- Wendlandia paniculata (Roxb.) DC.
- Wendlandia parviflora W.C.Chen
- Wendlandia pendula (Wall.) DC.
- Wendlandia philippinensis Cowan
- Wendlandia pingpienensis F.C.Chow
- Wendlandia proxima (D.Don) DC.
- Wendlandia psychotrioides (F.Muell.) F.Muell.
- Wendlandia puberula DC.
- Wendlandia pubigera W.C.Chen
- Wendlandia salicifolia Franch.
- Wendlandia scabra Kurz
- Wendlandia sericea W.C.Chen
- Wendlandia sibuyanensis Cowan
- Wendlandia sikkimensis Cowan
- Wendlandia speciosa Cowan
- Wendlandia subalpina W.W.Sm.
- Wendlandia syringoides (Cowan) Cowan
- Wendlandia ternifolia Cowan
- Wendlandia teysmanniana Miq.
- Wendlandia thorelii Pit.
- Wendlandia thyrsoidea (Roth) Steud.
- Wendlandia tinctoria (Roxb.) DC.
- Wendlandia tombuyukonensis Suzana
- Wendlandia tonkiniana Pit.
- Wendlandia urceolata C.T.White
- Wendlandia uvariifolia Hance
- Wendlandia villosa W.C.Chen
- Wendlandia wallichii Wight & Arn.
- Wendlandia warburgii Merr.

... · 
Afrocanthium · 
Asperula (Bedstro) · 
Atractocarpus · 
Belonophora · 
Bouvardia · 
Breonadia · 
Byrsophyllum · 
Callipeltis · 
Cephalanthus (Kogelbloem) · 
Chassalia · 
Cinchona · 
Coffea (Koffie) · 
Coprosma · 
Cruciata · 
Deppea · 
Galium (Walstro) · 
Gardenia · 
Genipa · 
Morinda · 
Nertera · 
Pentas · 
Plocama · 
Portlandia · 
Psydrax · 
Richardia · 
Rothmannia · 
Rubia · 
Rutidea · 
Rytigynia · 
Sabicea · 
Sarcocephalus · 
Sericanthe · 
Sherardia · 
Spermacoce · 
Tarenna · 
Tricalysia · 
Uncaria · 
Vangueria · 
Virectaria ·  
Wendlandia · 
...